# 킴 샤르마
킴 샤르마(힌디어: किम शर्मा, 영어: Kim Sharma, 1980년 1월 21일 ~ )는 인도의 배우, 모델이다.

## 출연 작품
- 마가디라 (2009)
- 타지 마할 - 이터널 러브 스토리 (2005)
- 케타 하이 딜 바 바 (2002)
- 모하바테인 (2000)